# Paldiski (stacja kolejowa)
Paldiski (est: Paldiski raudteejaam) – stacja kolejowa w Paldiski, w prowincji Harjumaa, w Estonii. Stacja znajduje się na szerokotorowej linii Keila – Paldiski, na 48 km od dworca kolejowego w Tallinnie. Jest stacją końcową dla pociągów elektrycznych Eesti Liinirongid. Pociągi elektryczne kursujące na trasie Tallin-Paldiski rozpoczynają i kończą kurs na tej stacji. Stacja ma również możliwość obsługi pociągów towarowych.
W czerwcu 2010 roku otwarto nowy peron stacji o wysokości 550 mm.
W 2009 roku przy stacji odsłonięto pomnik deportowanych prawie trzech tysięcy mieszkańców wysp Sarema i Hiuma w 1941 roku, a w 1949 roku zostali deportowani na Syberię przez reżim sowiecki.

## Historia
Stacja Paldiski została otwarta w 1870 roku w związku z budową linii (Paldiski-)Tallinn-Narwa.
Dzięki niezamarzaniu portu zimą, Paldiski wzmocniły swoją pozycję jako ważnego dworca kolejowego dla Petersburga, który odegrał ważną rolę w rozwoju gospodarczym miasta.
4 listopada 1961 zelektryfikowano linię na trasie Klooga-Paldiski (11,8 km). Linia Keila–Klooga była już wcześniej zelektryfikowana od 1958 roku.

## Linie kolejowe
- Keila – Paldiski